# دانشگاه پواتیه
دانشگاه پواَتیه (به فرانسوی: Université de Poitiers) یک دانشگاه تحقیقاتی دولتی در پواتیه واقع در غرب فرانسه است که در سال ۱۴۳۱ میلادی بنیان‌نهاده شده‌است. در سال ۲۰۱۹ شمار ۲۶۰۰۰ دانشجو در این دانشگاه تحصیل می‌نمودند. وزارت علوم ایران این دانشگاه را به‌عنوان دانشگاه ممتاز ارزیابی می‌نماید.